# 21791 Mattweegman
21791 Mattweegman è un asteroide della fascia principale. Scoperto nel 1999, presenta un'orbita caratterizzata da un semiasse maggiore pari a 2,3763526 UA e da un'eccentricità di 0,1503729, inclinata di 7,59593° rispetto all'eclittica.